# مناتساكان اسكندريان
مناتساكان اسكندريان (الأرمينية: Մնացական Իսկանդարյան ، الروسية: Mnatsakan Frunzevich Iskandaryan ؛ من مواليد 17 مايو 1967) هو لاعبة مصارعة يونانية رومانية أرمني تنافس مع الاتحاد السوفيتي وروسيا، هو بطل أولمبي وبطل العالم ثلاث مرات وبطل أوروبا مرتين، حصل على مرتبة الماستير في الرياضة من اتحاد الجمهوريات الاشتراكية السوفياتية في عام 1991 وحصل على لقب مدرب روسيا في عام 2000. تم إدخال إسكندريان في قاعة مشاهير اتحاد الجمهوريات الاشتراكية السوفياتية في عام 2012 ، باعتباره لاعب مصارعة يونانية الرومانية الوحيد المختار و ثاني أرميني يتم اختياره في قاعة المشاهير بعد أرمين نازاريان.